# Georges Cochery
Georges Cochery, född 20 mars 1855, död 10 augusti 1914, var en fransk politiker. Han var son till Adolphe Cochery.
Cochery blev deputerad 1885. Han var fem gånger ordförande för budgetutskottet, och bekämpade som sådan ett under Léon Bourgeois regering framlagt förslag om inkomstskatt. Cochery var finansminister i Jules Mélines regering 1896-1898 och i Aristide Briands 1909. Han var deputeradekammarens vicepresident 1898-1902.